# 塘门口镇
塘门口镇，是中华人民共和国湖南省郴州市永兴县下辖的一个乡镇级行政单位。

## 行政区划
塘门口镇下辖以下地区：
塘门口社区、新湾村、大寺村、西河村、洞洪村、牛雅村、丰农村、年丰村、马仰坪村、塘市村、沙桥村、糠泉村、毛塘村、塘田村、关王村、寿祝村、三祝村、文洞村和大塘村。